# NSU 6/12 HP
La 6/12 HP è un'autovettura di fascia medio-bassa prodotta tra il 1907 ed il 1909 dalla Neckarsulmer Fahrradwerke AG,  la Casa automobilistica tedesca che in seguito sarebbe divenuta nota come NSU. L'unità di misura HP, utilizzata per questo e per gli altri modelli NSU prodotti prima dell'avvento della prima guerra mondiale, fu mutata in PS (Pferdestärken) dopo l'arrivo di tale evento per tagliare ogni legame con il Regno Unito, avversario dell'Impero Tedesco durante la guerra. Per questo, tale modello viene indicato indifferentemente in entrambi i modi.

## Storia e profilo
La 6/12 HP non fu altro che un modello derivato dalla precedente 6/10 HP, che di fatto andò a sostituire. Come il precedente modello, fu presentata al Salone di Berlino, in questo caso tenutosi nel dicembre del 1907.

### Caratteristiche
Questo nuovo modello condivise praticamente l'intera struttura di base e la quasi totalità delle soluzioni tecniche che a suo tempo vennero previste per la 6/10 HP. Il motore così ottenuto conservò l'originaria cilindrata di 1539,4 cm³ (alesaggio e corsa: 70 x 100 mm), ma montando questa volta una cosiddetta testata a T, ossia con le valvole di aspirazione su un lato e quelle di scarico sull'altro. Restò invariata l'architettura motoristica di tipo biblocco, mentre si ebbe un leggero aumento nelle prestazioni, con la potenza massima salita a 13 CV a 1400 giri/min. Invariato anche il telaio a longheroni e traverse con sospensioni ad assale oscillante, molle longitudinali a balestra semiellittica, freno di servizio (a pedale) agente sull'albero di trasmissione e cambio manuale a tre marce. Come pure nel modello precedente, anche la 6/12 HP fu prevista in due varianti di telaio, differenti per la misura del passo a seconda della variante di carrozzeria scelta dal cliente. Anche in questo caso, tali misure erano di 2 metri oppure di 2,44 metri per le varianti più lunghe. A seconda della carrozzeria, e quindi anche della massa del corpo vettura, la velocità massima variava tra i 55 ed i 60 km/h.

### Carriera commerciale
Al suo debutto durante la kermesse berlinese, la 6/12 HP fu presentata in svariate varianti di carrozzeria, ben più delle due sole configurazione di tipo single-phaeton o double-phaeton previste per la precedente 6/10 HP. Oltre a queste, la 6/12 HP prevedeva anche una carrozzeria landaulet, una carrozzeria di tipo limousine e persino un furgoncino per le consegne. Alla presentazione di Berlino, tali carrozzerie, tutte realizzate in legno, furono affiancate da alcune fuoriserie realizzate invece dalla carrozzeria Auer di Cannstatt, un quartiere di Stoccarda. Queste ultime carrozzeria avevano la particolarità di essere realizzate in alluminio, senza dubbio un materiale altamente innovativo per l'industria automobilistica di quegli anni. Per quanto riguardava i prezzi di listino, il ventaglio andava dai 6.000 marchi per un telaio nudo a ben 9.150 marchi per una landaulet.
Con questa gamma e queste caratteristiche, la 6/12 HP si apprestò ad affrontare la propria carriera commerciale, iniziata appunto alla fine del 1907. Quasi un anno dopo, nell'autunno del 1908, venne introdotta una terza variante di telaio, caratterizzata dal passo aumentato a ben 2.635 mm. Tale variante fu disponibile per alcune versioni di carrozzeria. Più in generale, i tre telai previsti beneficiarono di migliorie generali volte ad accrescerne la rigidezza e a migliorare la stabilità su strada.
La carriera commerciale della 6/12 HP cessò alla fine del 1909. La sua erede sarebbe arrivata pochissimo tempo dopo, all'inizio del 1910, ed avrebbe preso il nome di 6/14 HP.